# De vervloeking (stripalbum)
De vervloeking is het 21ste stripalbum uit de reeks Lefranc, bedacht door Jacques Martin, geschreven door Patrick Delperdange en getekend door André Taymans en Erwin Drèze, waarbij Raphaël Schierer, Doris Drèze en Anna Dupin hielpen bij de achtergronden. De inkleuring werd verzorgd door Bruno Wesel.
De eerste publicatie was ook meteen het eerste album. Het album werd in juni 2010 uitgegeven door uitgeverij Casterman als softcover met nummer 21 in de serie Lefranc. 
Deze uitgave kent anno 2020 geen herdrukken. 

## Het verhaal
Journalist Guy Lefranc is door een collega-journalist uitgenodigd bij de Academy Awards in Los Angeles, die even verstoord wordt door de komst van een aantal leden van een religieuze sekte.
De sekte beweert dat Hollywood de macht van het kwaad is en kondigt de zondvloed aan. Bij het bezoek aan een filmstudio voorkomt Lefranc een aanslag waarbij het teken van de sekte wordt teruggevonden.
Er volgen enige verwikkelingen waarbij onder meer Carol Moore, de verloofde van de rijke producent Joe Politzer, wordt aangevallen; zij leidt Lefranc naar een kunstmatig meertje dat Los Angeles van drinkwater voorziet, waar zij verdwijnt.
Een uitgebreide zoekactie volgt, die Carol niet terugbrengt, maar wel andere zaken aan het licht brengt. Dan wordt Lefranc gevangengenomen door een producer die dealt in onzuivere zaken en vindt dat hij te veel last van Lefranc heeft; hij probeert Lefranc te vermoorden. Lefranc weet te ontkomen.
Het hoofd van de sekte, dominee Blackstone, heeft Lefranc gewaarschuwd uit de stad te vertrekken vanwege de zondvloed. Lefranc vreest dat de dominee het meertje wil opblazen waarvan het water dan de stad zou overspoelen.
Als Lefranc bij het meertje is, ontmoet hij daar onder meer de dochter van de dominee. Als de dominee vanuit een vliegtuigje de zondvloed wil ontketenen, spot hij zijn dochter en landt hij om haar te redden. Daarna stijgt hij weer op. Lefranc weet zich aan het landingsgestel van te klampen en raakt in gevecht met de inzittenden. Uiteindelijk crasht het vliegtuigje, enkel Lefranc overleeft het.
De piloot van het vliegtuig was verantwoordelijk voor het ontvoeren van Carol, omdat hij niet wilde dat ze zou verdrinken.